# Brutus Molkenbuhr
Hugo Brutus Hermann Molkenbuhr (* 10. März 1881 in Ottensen; † 11. September 1959 in Berlin) spielte als Soldatenrat im Vorfeld und Verlauf der Novemberrevolution als Verfechter einer Räterepublik eine wichtige Rolle. Zeitweise war er zweiter Vorsitzender des Vollzugsrates der Arbeiter- und Soldatenräte Großberlin.

## Leben

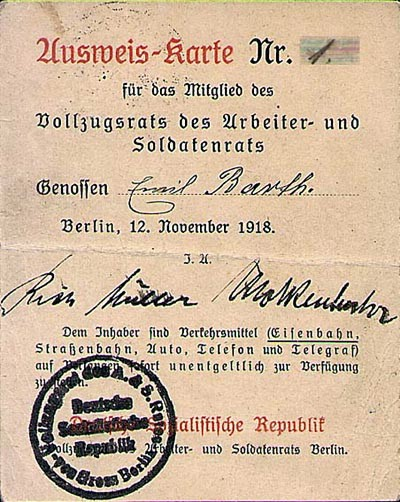
Vollzugsratsausweis Nr. 1 von Emil Barth, unterschrieben durch Richard Müller und Brutus Molkenbuhr als Vorsitzende des Berliner Vollzugsrates

Der Schriftsetzer Brutus Molkenbuhr war der dritte Sohn von Friederike Köster und von Hermann Molkenbuhr, einem SPD-Politiker, Reichstagsabgeordneten und einer prägenden Persönlichkeit in der Geschichte der deutschen Arbeiterbewegung. Brutus Molkenbuhr trat 1899 ebenfalls in die SPD ein. Seit 1914 diente er im Ersten Weltkrieg, 1916 wurde er Feldwebel.
1918 wurde er Soldatenrat des Lazarett-Krankenhauses in Berlin-Friedrichshain. Auf dem Treffen im Cirkus Busch wurde er am 10. November 1918 als Soldatenrat in den Vollzugsrat der Arbeiter- und Soldatenräte Großberlin gewählt. Nach dem Ausscheiden Hans-Georg von Beerfeldes stieg er zwei Tage später neben Richard Müller zum Zweiten Vorsitzenden des Vollzugsrats auf. Am 8. Januar 1919 gab Molkenbuhr den Vorsitz ab und war anschließend im militärischen Ausschuss des Vollzugsrats tätig.

### Arbeit im Militärischen Ausschuss des Vollzugsrats
In einer Vollversammlung der Groß-Berliner Soldatenräte wandte sich Molkenbuhr am 15. Januar 1919 scharf gegen die Spartakisten, die die Gewaltakte der letzten Woche verursacht hätten. Es seien Kräfte am Werk, die die Errungenschaften der Revolution in Frage stellten. Die Verbrecher der weißen Garde müssten entwaffnet werden. Allerdings könne man die Kommunisten und Spartakisten nicht mit Maschinengewehren, sondern nur mit geistigen Waffen bekämpfen.
Im Militärischen Ausschuss setzte sich Molkenbuhr im April 1919 dafür ein, dass vor allem der Militarismus durch eine Umwandlung des Heeres in eine Volkswehr beseitigt werden müsse. Da auch im neuen Heere fachliche Kompetenz nötig sei, solle man nicht ausnahmslos alle Offiziere entlassen. Militärische Bildungsanstalten, die allerdings nicht zu Drillanstalten werden sollten, seien nach wie vor nötig. Auch vom neuen Heer sei die Politik fernzuhalten. Werde ein Heer nach seinen Grundsätzen aufgestellt, könne auf die Soldatenräte verzichtet werden. Die Vorschläge stießen im Ausschuss auf erheblichen Widerspruch. Zudem wurde Molkenbuhr vorgeworfen, dass er sich dafür verbürgt habe, eine 16.000 Mann starke republikanische Soldatenwehr genüge, um für die Sicherheit zu sorgen. Es sei die Schuld Molkenbuhrs, dass zur Unterdrückung der Unruhen die Berliner Truppen nicht herangezogen worden seien.
Am 5. März 1919 hatte er sich auf einer Sitzung des zur Streikleitung erweiterten Vollzugsrats für eine paritätische Besetzung des militärischen Ausschusses ausgesprochen. In der Frage, ob der Bund Deutscher Bodenreformer auf der Wahlliste bei Siemens zugelassen werden solle, wandte sich Molkenbuhr auf einer Sitzung vom 14. Mai 1919 gegen Paul Lange und andere: „Der Bund Deutscher Bodenreformer ist eine politische Partei, die müssen wir zulassen. Wir müssen sehen, ob diese Firma in irgendeinen Zusammenhang mit dem Betrieb zu bringen ist.“ Am 16. April 1919 schloss er die ergebnislose Sitzung des Vollzugsrats mit der Streikleitung der Angestellten der Metallindustrie und Vertretern der Arbeitgeber (unter anderem Ernst von Borsig) mit den Worten: „Ich möchte feststellen, dass wir nichts dagegen einzuwenden haben, wenn die Regierung versucht, im Wege der Notverordnung diese Streitigkeiten aus dem Weg zu schaffen.“

### Späteres Leben
In der Weimarer Republik war Molkenbuhr weiter in der Gewerkschaftsarbeit und der SPD aktiv und wurde daher in der Zeit des Nationalsozialismus verfolgt. Nach dem Zweiten Weltkrieg war er Vorsitzender der Arbeitsgemeinschaft der politischen Flüchtlinge im Bezirk Schöneberg. Er arbeitete bei der Bank für Wirtschaft und Arbeit und war dort auch Mitarbeitervertreter im Aufsichtsrat. Seit 1954 war er Bezirksverordneter der SPD im Bezirk Schöneberg. Er starb 1959 in Berlin.

### Molkenbuhr im Tucholsky-Gedicht
Unter seinem Pseudonym Theobald Tiger verewigte Kurt Tucholsky im Dezember 1918 Brutus Molkenbuhr in seinem Gedicht Bruch, in dem er die Zukunft der vom Soldatenrat Hans Paasche zur Sprengung vorgeschlagenen Siegesallee thematisierte:

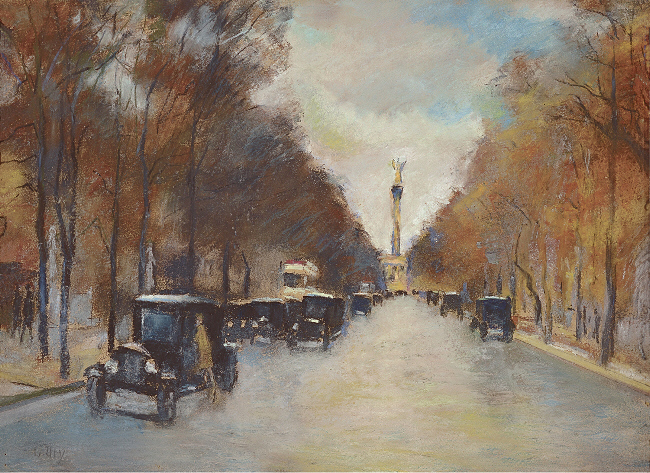
Siegesallee, Gemälde von Lesser Ury, 1920

Was aber wird nun aus der Siegsallee?

Wird man dieselbe, weil zu royalistisch,

zu autokratisch und zu monarchistisch,

abfahren in den Neuen See?

Läßt man bei jedem Denkmal die Statur?

und setzt nur neue Köpfe auf die Hälse?

Nun, sagen wir mal, den von Lüders Else

und Brutus Molkenbuhr?

Weckt man den schönen, weißen Marmor ein?

Vor langen Jahren, damals, im Examen,

wußt ich, wie alle nach der Reihe kamen …

Soll das umsonst gewesen sein?

Und sie ist schön! – Laß uns vorübergehen

und lächeln – denn wir wissen ja Bescheid.

Ich glaub, wir lassen still die Puppen stehen

als Dokumente einer großen Zeit.